# Okręgowe rozgrywki w piłce nożnej woj. olsztyńskiego (1964/1965)
Drużyny z województwa olsztyńskiego występujące w ligach centralnych i makroregionalnych:
- I liga – brak
- II liga – Warmia Olsztyn

Rozgrywki okręgowe:
- III liga okręgowa (III poziom rozgrywkowy)
- klasa A – 2 grupy (IV poziom rozgrywkowy)
- klasa B – 3 grupy (V poziom rozgrywkowy)
- klasa C(LZS) – podział na grupy (VI poziom rozgrywkowy)

## Liga okręgowa
| Lp.                      | Drużyna                           | M   | Z | R | P | Bramki | Bramki | Różn. | Pkt. | Uwagi                   |
| ------------------------ | --------------------------------- | --- | - | - | - | ------ | ------ | ----- | ---- | ----------------------- |
| 1                        | Gwardia Olsztyn (B)               | 22  |   |   |   | 58     | 28     | +30   | 30   | Baraże do II ligi       |
| 2                        | Jeziorak Iława(b)                 | 22  |   |   |   | 47     | 20     | +27   | 29   |                         |
| 3                        | Warmia II Olsztyn(b)              | 22  |   |   |   | 42     | 30     | +12   | 22   | Do klasy A              |
| 4                        | Vęgoria Węgorzewo                 | 22  |   |   |   | 35     | 28     | +7    | 21   |                         |
| 5                        | Huragan Morąg(b)                  | 22  |   |   |   | 24     | 17     | +7    | 19   |                         |
| 6                        | Zatoka Braniewo                   | 22  |   |   |   | 29     | 24     | +5    | 19   |                         |
| 7                        | Victoria Bartoszyce               | 22  |   |   |   | 31     | 34     | -3    | 18   |                         |
| 8                        | Mamry Giżycko(b)                  | 22  |   |   |   | 33     | 47     | -14   | 18   |                         |
| 9                        | Granica Kętrzyn                   | 22  |   |   |   | 32     | 37     | -5    | 17   |                         |
| 10                       | Sokół Ostróda                     | 22  |   |   |   | 22     | 46     | -24   | 15   |                         |
| 11                       | Polonia Lidzbark Warmiński(b) (S) | 22  |   |   |   | 21     | 63     | -42   | 10   | Spadek do niższej klasy |
| 12                       | Grunwald Ostróda (W)              | 22  |   |   |   |        |        |       | 10   | Fuzja                   |
| TabelaRóżnica w punktach | TabelaRóżnica w punktach          | 220 |   |   |   | 374    | 374    |       | 218  |                         |

- Grunwald Ostróda połączenie w trakcie sezonu z klubem Sokół Ostróda, wyniki Grunwaldu anulowano.
- W związku ze spadkiem z II ligi Warmii Olsztyn, rezerwy tego klubu spadły do klasy A

## Klasa A

### grupa I
| Poz. | Klub                     | M  | Pkt. |
| ---- | ------------------------ | -- | ---- |
| 1    | Jurand Bemowo Piskie (s) | 18 |      |

### grupa II
| Poz. | Klub            | M  | Pkt. |
| ---- | --------------- | -- | ---- |
| 1    | OKS Olsztyn (s) | 18 |      |

## Klasa B
- grupa I – awans: brak danych
- grupa II – awans: brak danych
- grupa III – awans: brak danych